# Tychoplankton
Als Tychoplankton oder Pseudoplankton werden Organismen bezeichnet, die nur zeitweise und zufällig im Plankton von Gewässern vorkommen. Eine Ursache können etwa Wasserwirbel sein, die die ansonsten am Gewässerboden (Benthal) lebende Organismen in das Plankton bringen. Im Gegensatz hierzu stehen das sogenannte Holoplankton (gesamte Lebenszeit planktisch) und das Meroplankton (nur eine Phase im Leben als Plankton, bsp. Larven von Tieren des Benthos).

## Belege
1. ↑  Matthias Schaefer: Wörterbuch der Ökologie. 4. Auflage, Spektrum Akademischer Verlag, Heidelberg, Berlin 2003. ISBN 3-8274-0167-4, S. 358.